# Lipové stromořadí v Rosicích
Lipové stromořadí v Rosicích je chráněné stromořadí ve městě Rosicích, které byla vysázeno podél křížové cesty ke kapli Nejsvětější Trojice a v nejbližším okolí této kaple. Nachází se v jižní části města. Alej tvořilo ke dni vyhlášení celkem 105 stromů – 102 lip malolistých (Tilia cordata), dva habry obecné (Carpinus betulus) a jeden trnovník akát (Robinia pseudoacacia). Právní ochrana aleje byla vyhlášena 2. listopadu 1978 Okresním národním výborem Brno-venkov. Nový popis této skupiny památných stromů uvádí, že je chráněno celkem 101 jedinců ve složení tři lípy velkolisté (Tilia platyphyllos) v okolí kaple ve stáří asi 200 let, dva habry obecné, které spolu s převažujícími lipami malolistými tvoří stromořadí podél křížové cesty ve stáří 100 až 150 let. Obvody kmenů těchto chráněných stromů se pohybují od 150 do 285 cm.